# Chiesa dei Santi Quirico e Giulitta (Arezzo)
La pieve dei Santi Quirico e Giulitta è una chiesa di Arezzo che si trova in località Battifolle nel comune di Arezzo.

## Storia e descrizione
Di origine altomedievale, la chiesa è stata donata da Teuzo di Guinildo e dai fratelli Bernardo e Ugo all'abate camaldolese Rainaldo nel 1101. La chiesa fu elevata a pieve intorno al 1500 smembrandola dalla ormai distrutta pieve al Toppo. L'edificio è stato molto trasformato nel corso dei secoli, in particolare nel 1682. L'interno, ad una sola navata, conserva un San Rocco in terracotta policroma di Andrea Sansovino, menzionato anche da Giorgio Vasari come ultima opera dell'artista. novecentesco è l'imponente campanile, eseguito su progetto di Ubaldo Cassi ed inaugurato nel 1934. Attualmente è sede del vicariato di Battifolle che, nell'ambito della diocesi di Arezzo-Cortona-Sansepolcro, comprende le parrocchie di Chiani, Poggiola, Monte Sopra Rondine, Viciomaggio, Indicatore, Pieve a Maiano, Ruscello, Pratantico e Torrita di Olmo.
Annessa all'edificio parrocchiale si trova la cappella della Compagnia di san Rocco già esistente nel 1400. Le compagnie laicali composte da fedeli, avevano lo scopo di aiuto fraterno ai più bisognosi e crescita spirituale, inoltre presenziavano alle processioni solenni ed ai funerali. Nel 1780 fu soppressa per ordine del granduca di Toscana e le furono confiscati tutti i beni, ma nel 1796 fu rifondata e tra alterne vicende è giunta sino ai giorni nostri.